# 天梯 (1982年電視劇)
《天梯》是香港麗的電視製作的劇集，於1982年3月首播，共19集。李兆華監製，萬梓良、鄭文雅、劉志榮、顧紀筠等人主演。
本劇是鄭文雅電視劇告別作，其與麗的電視約滿後轉投電影圈發展。
本劇主題探討一群不同背景及階層的人在1980年代的香港法律制度下與中國道德倫理之間，如何突破兩股力量的束縛追求理想所產生的仇恨、愛慕及矛盾，各人在於成功、失敗的經過。

## 主要演員
- 萬梓良 飾 羅子勁
- 鄭文雅 飾 韓倩儂
- 劉志榮 飾 羅子聰
- 顧紀筠 飾 駱一冰
- 朱德惠 飾 貓仔
- 鮑漢琳 飾 沈世傑
- 曹達華 飾 鮑叔
- 吳回 飾 駱珠江
- 鄭恕峰 飾 細強
- 關偉倫 飾 陸Sir
- 淩文海 飾 烏Sir
- 熊德誠 飾 李堅
- 莫志恆 飾 駱一賢